# La Lie de la terre
La Lie de la terre (Scum of the earth) est un récit autobiographique d'Arthur Koestler. Écrit entre janvier et mars  1941, il est publié pour la première fois au Royaume-Uni en 1941, ensuite en France en 1946. 

## Présentation
Dans ce récit, Arthur Koestler témoigne pour les milliers d’hommes qui en raison de leur nationalité ou de leurs croyances ont été considérés en France en 1939 comme « la lie de la terre » selon le terme employé dans un communiqué officiel. Il décrit les conditions dans lesquelles ces hommes sont enfermés, d’abord dans la salle Lépine de la préfecture de la Seine puis sous les tribunes du court central du stade de Roland Garros, transformé en « camp provisoire » affecté à la détention des « étrangers indésirables » et au camp du Vernet.  Arthur Koestler sera expulsé vers l’Angleterre.